# Nordlander (Bjärtråsläkten)
Nordlander är en svensk släkt med härstamning från Bjärtrå socken i Ångermanland. Släkten omfattar gemensamt ursprung med den utgågna släktgrenen Lochnæus.
Äldste kände stamfader var Olof Nilsson (floruit 1500-talet) i Lockne, Bjärtrå. Dennes son Nils Olofsson (ca. 1603-1679) var gift med Karin Matsdotter (född ca. 1600), dotter till Mats Falesson Slumpare (1577-1649). De hade fem kända barn. Sonen Matthias Nicolai Lochnæus (1635-1711), kyrkoherde, antog släktnamnet Lochnæus efter den tidiga släktgården, vars släktgren fortlevde två generationer, utgången år 1788. Dottern Margareta Nilsdotter (1637-1726) blev anmoder till släkten Nenzelius. Sonen Per Nilsson (död 1729) övertog gården Sundsta.
Flera släktegendomar lades i aska under rysshärjningarna år 1721 under det stora nordiska kriget.
Per Nilssons (död 1729) son Daniel Persson (1683-1763) gifte sig med Kristina Eriksdotter (1690-ca. 1762), varmed han förvärvade gården Norrland i Bjärtrå. Deras söner Erik Danielsson Nordlander (1723-1782) och Nils Danielsson Nordlander (1726–1775) antog släktnamnet efter den nya släktgården.

## Lochnæus i urval
- Matthias Nicolai Lochnæus (ca. 1635-1711), kyrkoherde i Gudmundrå, gift med Catharina, född Hosselia (1645-1723)
  - Jonas Matthiæ Lochnæus (1671-1754), kontraktsprost över Norra Ångermanland, gift med Christina, född Bohlin (1679-1714), vartefter Maria, född Johansdotter Sellin (1688-1764)
    - Johan Jonæ Lochnæus (1717-1788), kyrkoherde i Själevad, gift med Christina, född Olofsdotter Thurdin (1724-1796)
    - Katarina Lochnæa (1724-1787), gift med Jacob Unæus (1703-1758)
    - Magdalena Lochnæa (1725-1790), gift med Nicolaus Olai Sund (1708-1787), kyrkoherde i Umeå landsförsamling

## Nordlander i urval
- Nils Danielsson Nordlander (1726–1775), hemmansägare till gården Norrland i Bjärtrå, gift med Brita, född Persdotter (1733-1805)
  - Daniel Nordlander (1763–1842), hemmansägare i Vik, Torsåker, Ångermanland, sjökapten, gift med Margaretha, född Abrahamsdotter (1765–1821)
    - Nils Nordlander (1796–1874), kyrkoherde i samt grundare av Skellefteå, politiker, gift med Anna Maria, född Gestrin (1802-1887)
      - Daniel Nordlander (1829–1890), överstelöjtnant, generaldirektör, riksdagsledamot
      - Nils Johan Nordlander (1834–1866), jurist och vice häradshövding
      - Maria Magdalena Nordlander (1836–1874), gift med direktör Carl Rönngren
      - Emma Nordlander (1839–1869)
      - Emerentia Nordlander (1839–1916), gift med överjägmästare Hjalmar Grahl (1828-1911)
      - Anna Nordlander (1843–1877), konstnär

    - Daniel Nordlander (1803–1836), gift med Anna-Lisa, född Höglund (1807-1830)
      - Daniel Nordlander (1830–1898), gift med Anna Sofia, född Melander ( 1836-1905)
      - Bror Leo Nordlander (1870-1952), bankdirektör vid Svenska handelsbanken i Luleå, ordförande i Norrbottens handelskammare,[6] gift med Ada Mathilda Nordlander, född Grenholm (1877)
      - Johan August Nordlander (1879-1964), bankrevisor, gift med Lisa, född Johansson
        - Nils Brage Nordlander (1919–2009), överläkare och författare, gift med Brita Nordlander, född Redin (1921-2009), lärare och politiker[7]

      - Daniel Albert Nordlander (1861-1928), grosshandlare, gift med Beda Katarina, född Bergman (1869-1948)
      - Olof Edvard Nordlander (1862-1931), kammarskrivare,[8] gift med Anna, född Severin

  -  Per Nordlander (1766-1827), hemmansägare till Norrland, gift med Anna, född Frånberg (1775-1856)
    - Daniel Nordlander (1815–1898), hemmansägare till Norrland, skeppare och nämndeman, grundare av Norrlands Badinrättning, gift med Anna Stina, född Jansdotter (1814-1900)
      - Anna Cajsa Nordlander (1839-1840)
      - Per Nordlander (1842–1903), styrman, gift med Carolina, född Gerdin (1859-1932)
        - John Nordlander (1894–1961), sjökapten och flaggskeppare vid Svenska Amerikalinjen
        - Carolina Nordlander (1889-1969), gift med Albert Köhl (1879-1954), köksmästare

      - Kristina Nordlander (1850-1885), gift med Johan Arnfeldt (född 1843)
      - Maria Nordlander (1853-1857)
      - Johan Nordlander (1854-1883)
      - Daniel Nordlander (1857–1916), hemmansägare till Norrland, gift med Margareta, född Bergström (1854-1937)

## Galleri

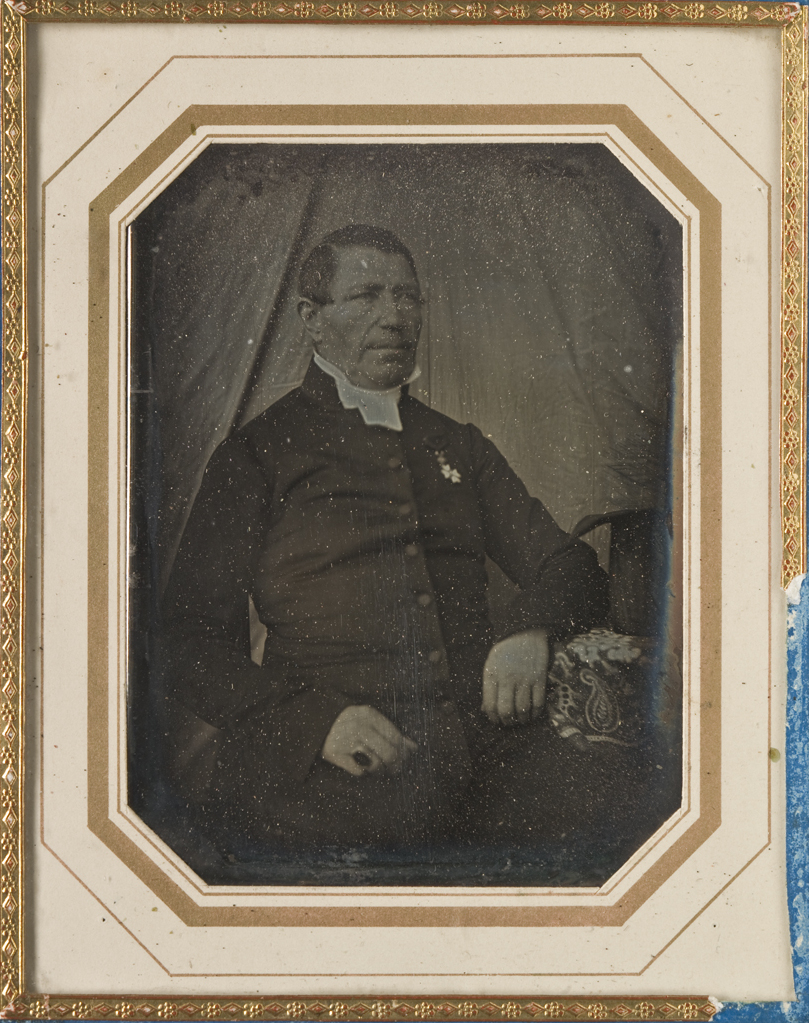
Nils Nordlander (1796–1874), kyrkoherde i samt grundare av Skellefteå, politiker.
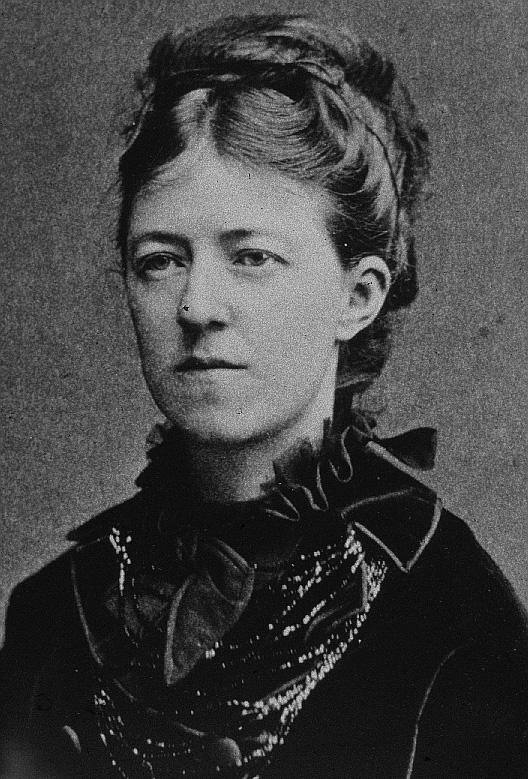
Anna Nordlander (1843–1877), konstnär.
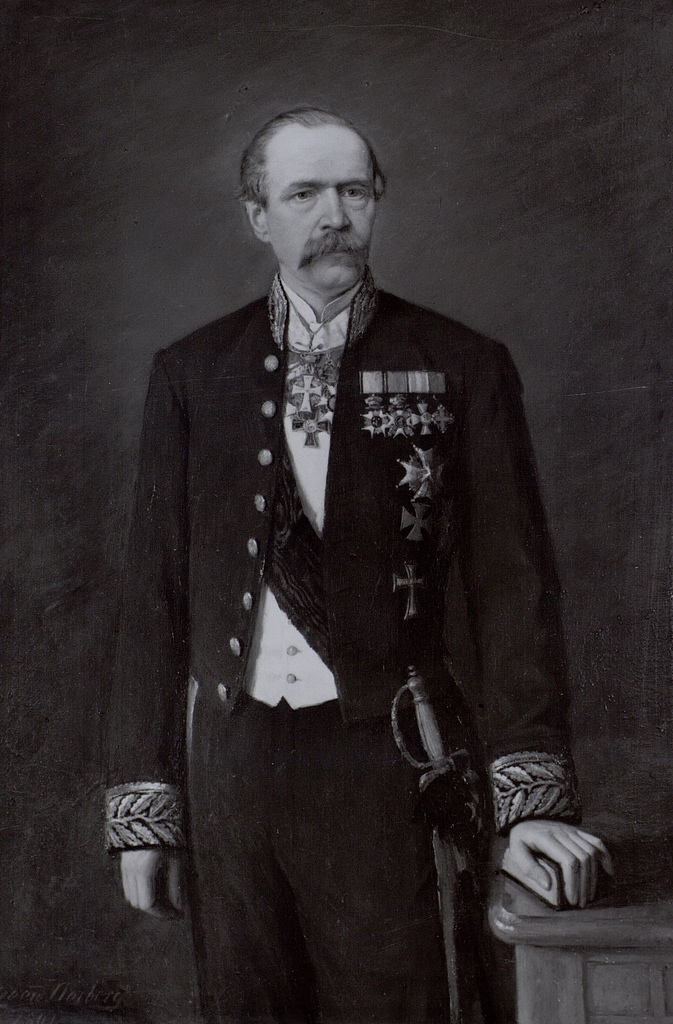
Daniel Nordlander (1829–1890), överstelöjtnant, generaldirektör, riksdagsledamot
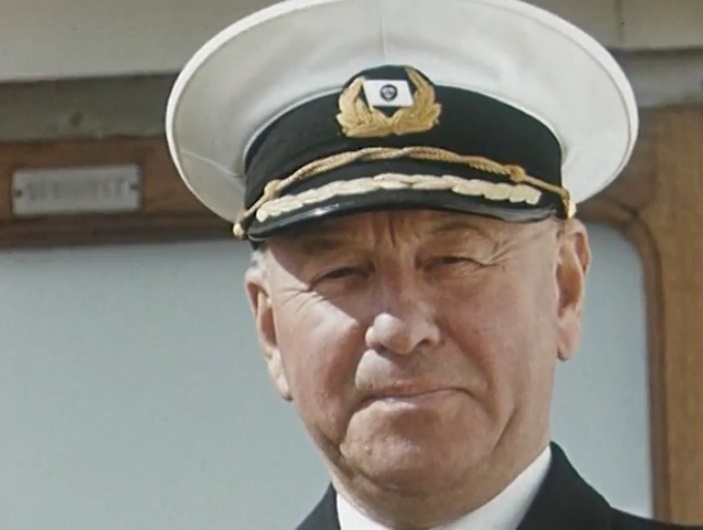
John Nordlander (1894–1961), sjökapten och flaggskeppare vid Svenska Amerikalinjen.